# Unser Kosmos

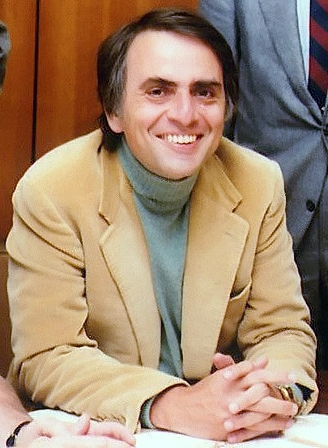
Moderator Carl Sagan

Unser Kosmos (Cosmos: A Personal Voyage) ist der Name einer 13-teiligen Doku-Serie von Carl Sagan, Ann Druyan und Steven Soter. Die Musik zur Serie lieferte unter anderem der griechische Komponist Vangelis. So liefen im Vorspann der Serie der Titel Heaven and Hell und als immer wiederkehrende musikalische Motive die Titel Alpha und Entends-Tu Les Chiens Aboyer.
Die Serie wurde erstmals im Jahr 1980 vom US-amerikanischen Fernsehsender PBS ausgestrahlt und gewann einen Emmy und einen Peabody Award. Wegen ihres Erfolgs in den USA wurde sie in 60 Ländern ausgestrahlt und, nach Angaben der NASA Office of Space Science, von mehr als 500 Millionen Menschen gesehen. In Deutschland wurde sie erstmals am 14. Juni 1983 vom ZDF ausgestrahlt sowie letztmals zwischen Januar und Mai 1988 im dortigen Nachmittagsprogramm wiederholt. In der für das deutsche Fernsehen bearbeiteten Fassung jedoch (mit Norbert Langer als Stimme für Carl Sagan) wurden die original 60-minütigen Folgen auf 43 Minuten gekürzt, wodurch die neben den wissenschaftlichen Inhalten auch sehr auf Ästhetik abgestellte Form der Serie Schaden genommen hat. Im Jahr 2000 wurde die Serie von den COSMOS Studios digital überarbeitet, mit Ergänzungen versehen (die zum Zeitpunkt der Produktion 1979 noch nicht bekannt waren) und als DVD-Kollektion neu veröffentlicht.
Die Serie behandelte ein weit gefächertes Spektrum wissenschaftlicher Themen und versuchte, dem Laien komplexe wissenschaftliche Zusammenhänge zu vermitteln, ging dabei aber auch über die Grundinformationen zur Entstehung des Universums, der Galaxien und des Lebens, hinaus. Weitere Themen der Serie waren die Besiedlung des Mars, die Suche nach außerirdischen Leben (SETI), die Kambrische Explosion und das anstehende Informationszeitalter.

## Hintergrund
Die Serie wurde in den Jahren 1978–1979 mit einem soliden Budget von etwa 8,25 Millionen $ produziert. Das Format der Serie beruhte auf BBC-Dokumentationen wie Kenneth Clark's Civilisation, Jacob Bronowskis The Ascent of Man und David Attenboroughs Life on Earth. Die BBC, die die Serie mitproduziert hatte, strahlte die Serie später ebenfalls aus, schnitt die Folgen jedoch auf 50 Minuten.
Der Einsatz innovativer Spezialeffekte erlaubte es Sagan zum Beispiel, sich in scheinbar gewaltigen Umgebungen zu bewegen, die in Wirklichkeit aber aus kleinen Modellen bestanden. Musikstücke von Vangelis wurden im Soundtrack verwendet.
2014 wurde die Serie unter dem Titel Unser Kosmos: Die Reise geht weiter neu aufgelegt. Produziert wird die Neuauflage wieder von Ann Druyan und Steven Soter, als Produzent kam Seth MacFarlane neu hinzu, moderiert wird die Serie vom Astrophysiker Neil deGrasse Tyson.

## Episoden
| Nr. | Deutscher Titel                    | Originaltitel                  | Erstausstrahlung USA | Deutschsprachige Erstausstrahlung (D) |
| --- | ---------------------------------- | ------------------------------ | -------------------- | ------------------------------------- |
| 1 | Die Küsten des kosmischen Ozeans   | The Shores of the Cosmic Ocean | 28. Sep. 1980        | 14. Juni 1983                         |
| Carl Sagan eröffnet die Serie mit einer Beschreibung des Kosmos und des „Raumschiffs der Vorstellung“, das Schiff reist durch die Milliarden Galaxien des Universums, die Lokale Gruppe, die Andromedagalaxie, die Milchstraße, den Orionnebel, unser Sonnensystem und schließlich zur Erde. Die Berechnung des Erdumfangs durch Eratosthenes führt zu einer Beschreibung der antiken Bibliothek von Alexandria. Zum Schluss wird das „Zeitalter der Wissenschaften“ beschrieben, sowie der „Kosmische Kalender“ vorgestellt. |                                    |                                |                      |                                       |
| 2 | Eine Stimme in der kosmischen Fuge | One Voice in the Cosmic Fugue  | 5. Okt. 1980         | 21. Juni 1983                         |
| Sagan erklärt anhand der Krabbenart Heikegani die künstliche Selektion und im Anschluss daran die Evolution durch natürliche Selektion. Weitere Themen sind die Kambrische Explosion, die Funktion der DNA, genetische Replikation, Mutationen, die gemeinsame Biochemie aller Organismen, das Entstehen organischer Moleküle im Miller-Urey-Experiment und die Spekulation über außerirdisches Leben. |                                    |                                |                      |                                       |
| 3 | Harmonie der Welten                | The Harmony of the Worlds      | 12. Okt. 1980        | 28. Juni 1983                         |
| Die Episode beginnt mit der Unterscheidung zwischen pseudowissenschaftlicher Astrologie und den wissenschaftlichen Beobachtungen der Astronomie. Sagan verfolgt die Entwicklung der astronomischen Beobachtungen, beginnend mit Sternkonstellationen und zeremoniellen Kalendern (wie dem der Anasazi). Die Episode widmet sich dann dem Gegensatz zwischen geo- und heliozentrischen Modellen, den Anfängen von Claudius Ptolemäus, den Theorien von Nikolaus Kopernikus und Tycho Brahe und schließlich den Errungenschaften von Johannes Kepler (Keplersche Gesetze). |                                    |                                |                      |                                       |
| 4 | Himmel und Hölle                   | Heaven and Hell                | 19. Okt. 1980        | 5. Juli 1983                          |
| Sagan erläutert Kometen und Asteroiden Einschläge und führt dazu das Tunguska-Ereignis und einen von Mönchen in Canterbury 1178 beschriebenen, Einschlag auf dem Mond an. Dann widmet sich die Episode der Venus, von den ersten Ideen Immanuel Velikovskys zu den Informationen der Venera-Mission und die Erkenntnisse über den Treibhauseffekt. |                                    |                                |                      |                                       |
| 5 | Blues für einen roten Planeten     | Blues for a Red Planet         | 26. Okt. 1980        | 12. Juli 1983                         |
| Die Episode beleuchtet den Mars, beginnend mit den wissenschaftlichen und fiktionalen Spekulationen über den roten Planeten im späten 19. und frühen 20. Jahrhundert, H. G. Wells Der Krieg der Welten, Edgar Rice Burroughs John Carter Reihe sowie der fehlerhaften Beobachtung der Marskanäle durch Percival Lowell. Danach widmet sich die Episode Robert H. Goddards ersten Versuchen des Raketenbaus, die von Science-Fiction-Romanen inspiriert wurden. Sagan stell die Viking Mars Mission vor und die Suche nach Leben auf dem Mars. Die Episode endet mit der Möglichkeit zu Terraforming und Kolonisation des Mars. |                                    |                                |                      |                                       |
| 6 | Reiseberichte – gestern und heute  | Travellers’ Tales              | 2. Nov. 1980         | 19. Juli 1983                         |
| Die Reisen des Voyager-Programms werden denen der Niederländer im 17. Jahrhundert gegenübergestellt, mit deren langer Tradition der Entdecker und Denker, so zum Beispiel Constantijn Huygens und dessen Sohn Christiaan. Deren Entdeckungen werden mit den Entdeckungen der Voyager-Sonden verglichen (Jupiter und Saturn Monde). |                                    |                                |                      |                                       |
| 7 | Das Rückgrat der Nacht             | The Backbone of Night          | 9. Nov. 1980         | 26. Juli 1983                         |
| Carl Sagan unterrichtet Studenten in einem Klassenzimmer in Brooklyn, New York, wo er aufwuchs. Er erklärt verschiedene Mythen über Sterne im Wandel der Zeit und wie nach und nach das Wissen immer genauer wurde. |                                    |                                |                      |                                       |
| 8 | Reisen durch Raum und Zeit         | Journeys in Space and Time     | 16. Nov. 1980        | 2. Aug. 1983                          |
| Die Episode beginnt mit einer Übersicht über Raum und Zeit und den Veränderungen, denen Konstellationen im Laufe der Zeit unterworfen sind, sowie der Rot- und Blauverschiebung interstellarer Objekte. Es wird die Zeitdilatation in Einsteins Relativitätstheorie vorgestellt. Danach werden alte Erfindungen von Leonardo da Vinci präsentiert und über die theoretischen Möglichkeiten des Reisens mit Lichtgeschwindigkeit diskutiert. Weitere Themen sind Zeitreisen und deren potentiellen Konsequenzen, die Anfänge des Sonnensystems, die Geschichte des Lebens und die Unermesslichkeit des Weltalls. |                                    |                                |                      |                                       |
| 9 | Das Leben der Sterne               | The Lives of the Stars         | 23. Nov. 1980        | 9. Aug. 1983                          |
| Am Beispiel der Zubereitung eines Apfelkuchens werden die Teile bis hin zu den Atomen und subatomaren Partikeln (Elektronen, Protonen und Neutronen) erklärt. Es wird erklärt, wie die chemischen Elemente durch die Fusion in den Sternen und auch durch das Vergehen der Sterne entstanden sind. Dazu werden Rote Riesen, Supernovae, Weiße Zwerge, Neutronensterne, Pulsare und Schwarze Löcher erklärt, und auch auf die von diesen erzeugten Phänomene wie Radioaktivität, Kosmische Strahlung und auch die Krümmung der Raumzeit durch die Gravitation eingegangen. |                                    |                                |                      |                                       |
| 10 | Am Saum der Ewigkeit               | The Edge of Forever            | 30. Nov. 1980        | 16. Aug. 1983                         |
| Die Episode beginnt mit der Entstehung des Universums durch den Urknall, Sagan beschreibt die Entstehung verschiedener Galaxien und Anomalien wie Wechselwirkende Galaxien und Quasare. Danach werden verschiedene Ideen über die Struktur des Universums, wie verschiedene Dimensionen (erklärt anhand des imaginären Flatland und einem vierdimensionalen Tesserakt), einem endlichen oder unendlichen Universum, einem oszillierenden Universum. Es wird die Erforschung von Konzepten wie der Dunklen Materie oder des Multiversums mithilfe des Very Large Arrays vorgestellt. |                                    |                                |                      |                                       |
| 11 | Dauer der Erinnerung               | The Persistence of Memory      | 7. Dez. 1980         | 23. Aug. 1983                         |
| Die Episode beleuchtet das Thema Intelligenz anhand der Funktionsweise eines Computers (mit Bits als kleinste Informationseinheit), Walen (anhand ihres Gesangs und der Störung durch den Menschen), DNA, das menschliche Gehirn (die Evolution des Hirnstamms, Frontallappen, Nervenzellen, Corpus callosum anhand des Triune Brain) sowie den künstlichen Strukturen einer kollektiven Intelligenz (Städte, Bibliotheken, Computer etc.) Die Episode endet mit Spekulationen über außerirdischer Intelligenz und den Informationen auf der Voyager Golden Record als Botschaft an Außerirdische. |                                    |                                |                      |                                       |
| 12 | Eine galaktische Enzyklopädie      | Encyclopedia Galactica         | 14. Dez. 1980        | 30. Aug. 1983                         |
| Die Episode behandelt die Suche nach außerirdischem Leben, dabei werden Berichte über UFO-Sichtungen entkräftet und die Suche mithilfe des SETI-Programms in den Vordergrund gestellt. Die Möglichkeit einer fortschrittlichen außerirdischen Zivilisation wird mithilfe der Drake-Gleichung erläutert. |                                    |                                |                      |                                       |
| 13 | Wer spricht für die Erde           | Who Speaks for Earth?          | 21. Dez. 1980        | 31. Aug. 1983                         |
| Sagan spricht über die Zukunft der Menschheit, und die Frage, wer im Falle eines Kontaktes mit Außerirdischen für die Menschheit sprechen würde. Es werden die verschiedenen Erstkontakte unserer Vergangenheit besprochen, das Treffen von Jean-François de La Pérouse mit den Tlingit, aber auch die Zerstörung der Azteken durch die spanischen Konquistador. Es werden die Gefahren für die Zivilisation beleuchtet, von einem drohenden Atomkrieg bis zu den Gefahren, die zur Zerstörung der Bibliothek von Alexandria oder dem Mord an Hypatia führten. Die Episode endet mit einer Übersicht des Beginns des Universums, zur Evolution des Lebens bis hin zu den Errungenschaften der Menschheit und stellt am Ende die Bitte an die Menschheit, das Leben zu schätzen und die Reise in den Kosmos fortzusetzen. |                                    |                                |                      |                                       |